# Corbarieu
 Corbarieu  es una población y comuna francesa, en la región de Mediodía-Pirineos, departamento de Tarn y Garona, en el distrito de Montauban y cantón de Villebrumier.

## Demografía
| 495 | 668 | 973 | 1054 | 1209 | 1288 |
| Para los censos de 1962 a 1999 la población legal corresponde a la población sin duplicidades (Fuente: INSEE [Consultar]) |     |     |      |      |      |